# Université de Mondragón

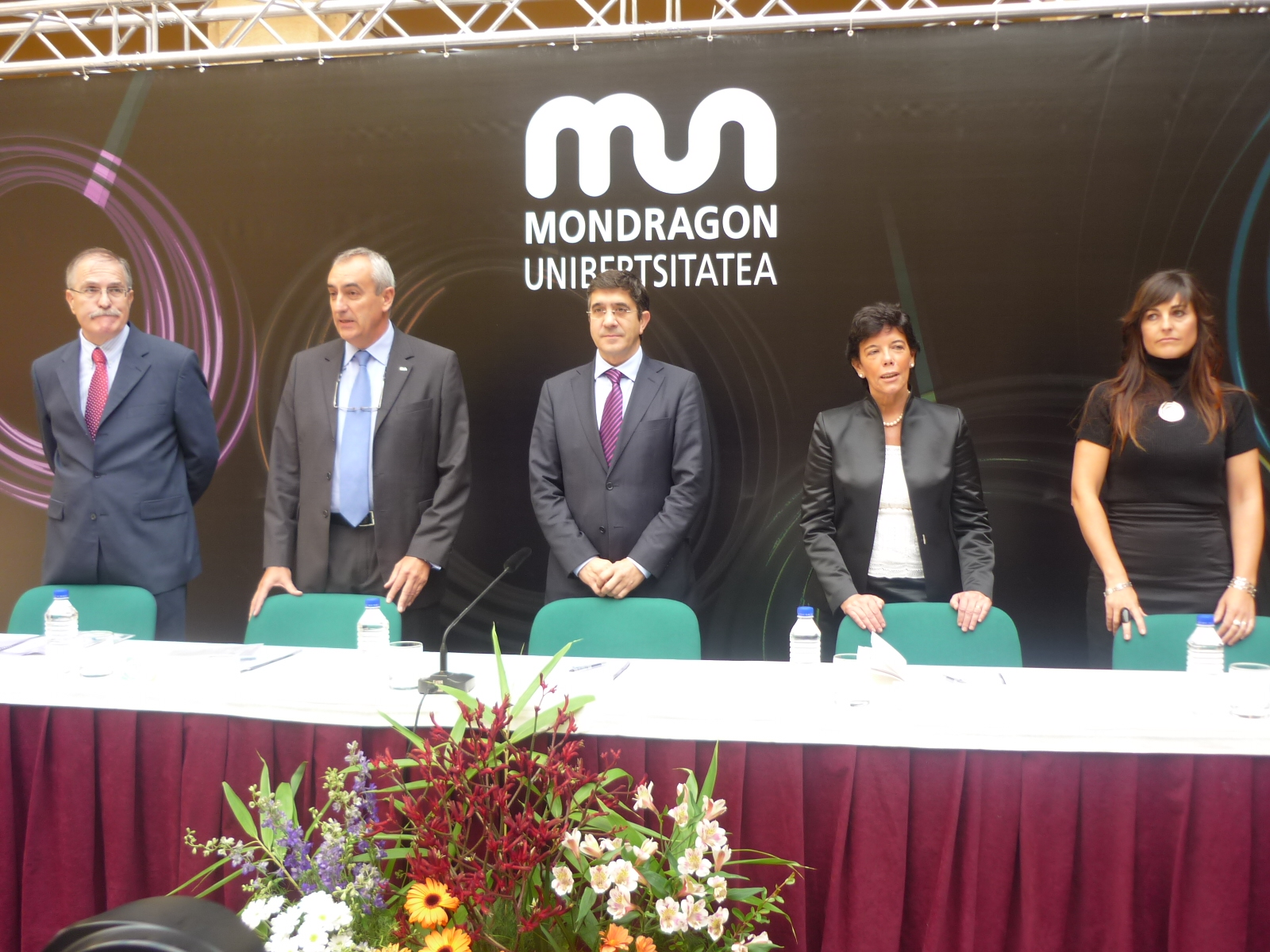
Ouverture solennelle de l'année universitaire 2009-2010, en présence du lehendakari, Patxi López (au milieu).

L'université de  Mondragón (en basque Mondragon Unibertsitatea S. Coop.) est une coopérative inséré dans le système de Mondragón Cooperative Corporation qui gère une université éponyme qui se situe dans la localité de Mondragón (Guipuscoa, Communauté autonome du Pays basque).

## Présentation
Créée en 1997, elle se compose de 3 facultés:
- MGEP : Mondragon Goi Eskola Politeknikoa. Orienté vers les sciences de l'ingénieur. Située à Mondragón.
- ETEO : Faculté de sciences entrepreunariale de Oñate. On y enseigne les sciences managériales
- HUHEZI :  Faculté de Sciences humaines et de l'éducation à Escoriaza.

Le Président de l'université est actuellement Jesùs Goienetxe Bilbao.